# Cantonul Villars-les-Dombes
Cantonul Villars-les-Dombes este un canton din arondismentul Bourg-en-Bresse, departamentul Ain, regiunea Rhône-Alpes, Franța.

## Comune
| Comune                   | Populație (1999) | Cod poștal | Cod INSEE |
| ------------------------ | ---------------- | ---------- | --------- |
| Birieux                  | 230              | 01330      | 01045     |
| Bouligneux               | 303              | 01330      | 01052     |
| La Chapelle-du-Châtelard | 309              | 01240      | 01085     |
| Lapeyrouse               | 293              | 01330      | 01207     |
| Marlieux                 | 801              | 01240      | 01235     |
| Monthieux                | 595              | 01390      | 01261     |
| Saint-Germain-sur-Renon  | 241              | 01240      | 01359     |
| Saint-Marcel             | 1 223            | 01390      | 01371     |
| Saint-Paul-de-Varax      | 1 497            | 01240      | 01383     |
| Villars-les-Dombes       | 4 330            | 01330      | 01443     |